# Astrovia
Una astrovia è una riproduzione in scala del sistema solare. Le stazioni che la compongono, una per ogni pianeta, sono posizionate con cura su un percorso di lunghezza definita ad una distanza proporzionale alla posizione che occupano nella realtà, permettendo di comprendere semplicemente camminando quali siano le distanze fra i corpi celesti.
Gli elementi usati per rappresentare i pianeti sono diversi a seconda della riproduzione.

## Esempi di astrovie
- Il Sistema solare svedese è la più grande riproduzione al mondo del sistema solare. La scala è 1:20 milioni e mentre i pianeti del sistema solare interno sono rappresentati in luoghi a pochi chilometri da Stoccolma (dov'è rappresentato il Sole, Nettuno si trova a 229 km di distanza e Sedna nel nord della Svezia, a 912 chilometri da Stoccolma.
- Nella Contea di Aroostook (Maine) è stata costruita una astrovia di dimensioni elevate (scala 1:93.000.000), lunga ben 64,4 km.
- A Locarno (Svizzera) è stata costruita nel 2001 una astrovia lunga 6 km (scala 1:1.000.000.000), che si snoda dalla foce del fiume Maggia fino a Tegna. (Astrovia (Locarno))
- Sul Monte Generoso (Italia-Svizzera) c'è un'astrovia di soli 600 metri composta di soli cartelli, vicino all'Osservatorio astronomico.
- In Valbossa (Italia) c'è un'astrovia di 3 km. I globi planetari, posti su pali di 4 metri di altezza, hanno una dimensione compresa fra 40 e 50 centimetri e possono illuminarsi di notte.